# The Local Stigmatic
Pour plus de détails, voir Fiche technique et Distribution.
The Local Stigmatic est un film américain de David F. Wheeler sorti en 1990, d'après une pièce de Heathcote Williams que Al Pacino a joué "off-Broadway" en 1969. Le film a une durée de 56 minutes.

## Fiche technique
- Titre : The Local Stigmatic
- Réalisateur : David F. Wheeler
- Scénario : Heathcote Williams d'après sa pièce de théâtre
- Musique : Howard Shore
- Photographie : Edward Lachman
- Montage : Norman Hollyn
- Production : Michael Hadge et Al Pacino
- Société de distribution : Joseph Papp's Public Theatre (États-Unis)
- Pays de production :  États-Unis
- Genre : Drame
- Durée : 56 minutes
- Date de sortie : 
  - États-Unis : mars 1990 (Museum of Modern Art)

## Distribution
- Al Pacino : Graham
- Paul Guilfoyle : Ray
- Joseph Maher : David
- Michael Higgins : l'ivrogne

## Autour du film
Il fallut à Pacino plusieurs années pour achever The Local Stigmatic, une de ses "plus brillantes performances" selon GQ[Qui ?] mais une fois le film terminé, il hésita à le distribuer. Comme le faisait remarquer Jimmy Breslin dans Esquire, en 1996 : "Il a tout fait sur ce film, hormis le distribuer ou récupérer le moindre dollar investi dans l'aventure. Il n'existe pas de cas similaire dans l'histoire des stars de cinéma américaines." Certes, Pacino aimera présenter le film lors de projections privées et il en fera cadeau au musée d'Art moderne, mais il faudra attendre vingt ans avant qu'il soit enfin disponible en DVD.